# Fernão de Magalhães
Fernão de Magalhães – потужний фрезерний земснаряд (cutter suction dredger).

## Характеристики
Судно спорудили на замовлення відомої бельгійської компанії Jan De Nul у 2011 році на хорватьській верфі Uljanik Brodogradiliste у Пулі. Земснаряд, названий на честь видатного португальського мореплавця, належав до серії із чотирьох однотипних суден, до яких також відносяться “Ibn Batutta”, “Zheng He” та “Niccolò Machiavelli” (а вся серія є розвитком фрезерного земснаряду “Leonardo Da Vinci”).
Силова установка, яка має загальну потужність 23,5 МВт, включає три головні двигуни MAN B&W 6L48/60B по 7,2 МВт.
Пересування до місця виконання робіт здійснюється зі швидкістю до 13 вузлів, що забезпечується приводом із двох моторів по 3,5 МВт (судно відноситься до дизель-електроходів).
Земснаряд призначений для робіт на глибинах до 35 метрів. Привід його фрези має потужність 7 МВт, а для видалення розрихленого нею ґрунту використовується занурений насос потужністю 4,25 МВт та два розміщені на борту два насоси по 5 МВт. Вибірка та вивантаження ґрунту відбувається за допомогою труб діаметром по 0,9 метра.
На борту забезпечується проживання 46 осіб.

## Завдання судна
Невдовзі після спорудження судно задіяли в Аравійському морі для робіт у оманському порту Дукм (центральна частина східного узбережжя країни). Проект його розширення потребував вилучення 62 млн м3 та намиву 12 млн м3 ґрунту, що призвело до залучення більш ніж десяти земснарядів (в тому числі ще трьох фрезерних – J.F.J. De Nul, Leonardo Da Vinci та Marco Polo), при цьому Fernão de Magalhães вже у другій половині 2011-го перевели на Далекий Схід.
На той час в Охотському морі велись роботи зі створення інфраструктури російських нафтогазових родовищ острова Сахалін. У 2011-му Fernão de Magalhães (разом із землесосними снарядами Leiv Eiriksson та Francis Beaufort, котрі, до речі, певний час також працювали у Дукмі) спорудили траншею довжиною 28,5 км для виводу на берег головного експортного трубопроводу та прокладання технологічної лінії подачі моноетиленгліколю Кіринського родовища. Роботи тривали до кінця осені, коли наближення зимового сезону змусило вивести судна із цього відомого складними льодовими умовами району.
У квітні 2012-го Fernão de Magalhães знову був біля узбережжя Сахаліну, де потім кілька місяців працював на спорудженні тимчасової вивантажувальної зони родовища Чайво (за 27 діб тут було вибрано 0,7 млн м3 пісчаного ґрунту), а також здійсненні відновлювального та експлуатаційного днопоглиблення.
В подальшому земснаряд перейшов до узбережжя Австралії, де виконав цілий ряд завдань. Зокрема, він працював біля західного узбережжя континенту на родовищі Македон, де було необхідно прокласти траншею для головного експортного трубопроводу та допоміжної технологічної лінії (тут же виконував завдання інший фрезерний земснаряд J.F.J. De Nul). Газ цього родовища почав надходити на суходіл у вересні 2013-го, коли Fernão de Magalhães вже кілька місяців як працював на спорудженні портових потужностей заводу із зрідження природного газу Вітстоун ЗПГ (розташований поблизу міста Онслоу, неподалік від якого вивели на сушу трубопровід від Македону). Можливо відзначити, що для цього масштабного проекту задіяли й інші судна, зокрема, фрезерний земснаряд Ambiorix бельгійської компанії DEME.
У лютому 2014-го, після завершення робіт для Вітстоун ЗПГ, Fernão de Magalhães прибув до Порт-Гедленд за чотири сотні кілометрів на схід від Онслоу. Тут він кілька місяців працював над днопоглибленням у Соуз-Вест-Крік задля створення п’ятого причалу компанії Fortescue Metals Group (Гедленд обслуговує вивіз залізної руди із регіону Пілбара).
У другій половині 2014 року Jan de Nul взялась за виконання контракту в межах проекту Нового Суецького каналу. Всього від різних компаній тут працювало більше двох десятків земснарядів, у тому числі сім фрезерних, включаючи Fernão de Magalhães та однотипні із ним Ibn Battuta та Zheng He. Роботи тривали до середини літа 2015-го.
В останні два місяці 2015-го Fernão de Magalhães та землесосний снаряд Pinta провели вибірку 0,1 млн м3 ґрунту із акваторії порту Тайн на північно-східному узбережжі Англії (Північне море). Тут в межах розширення було необхідно поглибити до 13 метрів ділянку акваторії розмірами 260х50 метрів. Після цього у грудні 2015 – січні 2016 судно пройшло ремонт на верфі у французькому Сен-Назері.
У середині липня 2016-го Fernão de Magalhães опинився в Північному Льодовитому океані, де мав узяти участь у роботах по спорудженню на півострові Ямал порту Сабетта, призначеного для вивозу продукції заводу зі зрідження природного газу Ямал ЗПГ. Протягом більшої частини року тут стоять суворі льодові умови, що залишало для земснарядів лише невелике вікно з липня по жовтень, як наслідок, з урахуванням великих масштабів робіт сюди висилали цілі експедиції. У 2016-му Jan de Nel спрямувала сюди два фрезерних (окрім Fernão de Magalhães ще був однотипний Zheng He) та вісім землесосних снарядів. Вони були повинні поглибити до 15,1-15,2 метра акваторію, підхідний канал довжиною 5,5 км та морський канал по Обській губі довжиною 50 км, а загальний об’єм вибірки ґрунту при цьому становив 20,2 млн м3.
У березні 2017-го Fernão de Magalhães взявся за роботи по розширенню французького порту Кале, котрий відіграє ключову роль у перевезеннях із Великою Британією через протоку Ла-Манш. Тут запланували збільшити максимально можливу довжину поромів з 213 до 240 метрів, намити 45 гектарів додаткової території та збільшити акваторію на 90 гектарів. Внеском Fernão de Magalhães стала вибірка 3,7 млн м3 ґрунту із вивантаженням його на узбережжя, а роботи продовжувались щонайменше до вересня.
Влітку-осінню 2018-го судно разом із землесосним снарядом Alexander von Humboldt провело поглиблення до 12,5 метра морського та підхідного каналу, а також портової акваторії у фінському Оулу (північне завершення Ботнічної затоки). Тут було необхідно вибрати 2 млн м3 піску, глини та валунів.
З березня та щонайменше до кінця липня 2019-го "Fernão de Magalhães" провадив роботи у ще одному балтійському порту – латвійській Лієпаї. Тут було необхідно довести глибини до 14-14,5 метра в межах проекту з прийому суден класу Панамакс, на які планувалось організувати перевалку вантажів із суден типу «ріка-море».
Між червнем та вереснем 2020-го "Fernão de Magalhães" та землесосний снаряд "Pinta" працювали у португальському порту Авейру. Далі до кінця вересня 2020-го земснаряд мав виконати роботи на річці Ельбі на підходах до німецького порту Гамбург.
Влітку 2021-го "Fernão de Magalhães" провів роботи з підготовки майданчиків під встановлення турбін першої французької офшорної вітроелектростанції Сен-Назер.
У останньому кварталі 2022-го "Fernão de Magalhães" разом із землесосним снарядом "Kaishuu" працювали у алжирському порту Скікда, де потрібно було вибрати 4,5 млн м3 матеріалу.
В 2023-му земснаряд виконував завдання у марокканському середземноморському порту Сафі.
Не пізніше лютого 2024-го земснаряд вже працював у німецькому балтійському порту Росток, де глибини на підхідному каналі мали довести до 15 метрів. Інше джерело повідомляє, що навесні 2024-го "Fernão de Magalhães" продовжував роботу над ростокским проектом разом із землесосним снарядом "Kaishuu".